# INTA Milano
El INTA Milano es un sistema español de vigilancia y observación todo tiempo, compuesto por UAV enlazados vía satélite con una estación de control en tierra.

## Desarrollo
El proyecto Milano se hizo público en el año 2009, anunciando el inicio de su fabricación, que ya había pasado previamente por su fase de diseño. El Milano es un programa basado en la experiencia adquirida con el proyecto SIVA, capaz de realizar operaciones civiles y militares, con baja detectabilidad y gran autonomía de vuelo y funcionamiento, con el fin de no volver a recurrir a la compra en el extranjero de UAV.
Se adjudicó a la empresa Avia Composites S.L. la fabricación de fuselajes y estabilizadores de cola del Milano, y a la empresa Sofitec Ingeniería S.L. la fabricación del ala central y alas exteriores, dando como resultado un diseño parecido al del MQ-1 Predator estadounidense.
El INTA ya inició la comercialización del UAV en el año 2009, al presentar una primera maqueta en el pabellón español del Salón Internacional de la Aeronáutica y el Espacio de París-Le Bourget, celebrado en la capital francesa.
El primer vuelo estaba previsto para finales de 2012. Sin embargo, finalmente el primer vuelo público fue el 22 de septiembre de 2021, fecha en que el vehículo fue también presentado a las autoridades del Ministerio de Defensa. El 11 de marzo de 2025 se anunció por segunda vez un primer vuelo del Milano.

## Diseño
El avión está fabricado íntegramente de materiales compuestos para, junto con su diseño, conseguir una firma radar muy reducida, llevando incorporado, además, un sistema de supervisión estructural que reduce y simplifica su mantenimiento. El Milano está pensado para realizar misiones de observación y vigilancia, pudiendo operar a altitudes de hasta 26 000 pies con una autonomía superior a las 20 horas, gracias a la experiencia obtenida durante el desarrollo y la operación del SIVA; su sistema de control de vuelo tiene un alto grado de tolerancia al fallo. 
Concebido para operar en espacio aéreo no segregado, el Milano está diseñado de forma modular, pudiendo albergar hasta 150 kg de carga útil, compuesta por el radar de apertura sintética QUASAR (desarrollado por el INTA), cámaras CCD, FLIR y equipos de guerra electrónica.
Con un motor turbo alimentado de cuatro tiempos, su estación de control enlaza con el avión teniendo una cobertura prácticamente global. Integrada en un contenedor ISO 20, la estación consta de cuatro puestos operativos desde los que se planifica, monitoriza y controla la aeronave y las cargas útiles. El comandante tiene acceso a información meteorológica y a cartografía aeronáutica actualizadas, mediante la creación automática y en tiempo real de mosaicos georreferenciados. 
El vídeo no proporciona a los operadores una buena visión situacional de un escenario de operaciones. Los mosaicos, formados con imágenes fijas cubriendo áreas extensas, son de mayor ayuda para proporcionar una buena conciencia situacional. Mediante la detección automática por comparación de secuencias de vídeo enviadas sobrevolando una misma trayectoria en dos vuelos o pasadas diferentes, se recrea una imagen de mayor definición.

### Misiones
El Milano puede ser utilizado para reconocimiento, adquisición/designación de objetivos y entrenamiento de unidades operacionales, visualización de incendios, apoyo a las unidades de emergencia en el caso de catástrofes, control de fronteras, plataforma para la investigación y desarrollos aeronáuticos y la detección de minas e IED.

## Especificaciones
Referencia datos: INTA

### Características generales
- Tripulación: 0
- Longitud: 8,2 m (26,9 ft)
- Envergadura: 12,5 m (41 ft)
- Peso vacío: 900 kg (1983,6 lb)
- Peso útil: 150 kg (330,6 lb)
- Planta motriz: 1× motor bóxer de cuatro tiempos turbo alimentado .

### Rendimiento
- Velocidad máxima operativa (Vno): 230 km/h (143 MPH; 124 kt)
- Alcance: De 7 a 20 h
- Techo de vuelo: 7800 m (25 591 ft)
- Carrera de despegue (SL, MTOW): 650 m

### Aviónica
- Radar de apertura sintética QUASAR (INTA)

## Aeronaves relacionadas

### Desarrollos relacionados
- INTA SIVA
- INTA ALO

### Aeronaves similares
- PAE- 22365
- Harbin BZK-005
- CASIC WJ-600
- CASIC UAV
- ChangKong-1
- ChangKong-2
- ASN-206
- WJ-600
- WuZhen-5
- WZ-2000
- General Atomics MQ-1 Predator
- Mohajer
- IAI Heron
- Denel Bateleur
- TIHA